# Dame lume
Dame lume es una película española de comedia rodada en gallego en 1994 y dirigida por Héctor Carré Menéndez en el que fue su ópera prima. Fue rodada a La Coruña y protagonizada por Mercedes Sampietro y Juanjo Menéndez. Fue exhibida en la sección Zabaltegi - Nuevos Realixadores del 42º Festival Internacional de Cine de San Sebastián.

## Argumento
Dengue es un bombero tímido, inocente y apasionado que es víctima involuntaria de una trama para extorsionar a su padre D. Santiago, un empresario poderoso y corrompido. Es extorsionado con Candela, una prostituta que se enamora de él contra su voluntad. Cuando ambos fueron conscientes de la situación intentan escapar con la ayuda de Sonsoles, la mejor amiga de Dengue.

## Reparto
- Mercedes Sampietro como Gladys
- Juanjo Menéndez como D. Santiago
- Camilo Rodríguez como	Dengue
- Ana Otero como Candela
- Beatriz Bergamín como Sonsoles
- Rodrigo Roel como Zuazo
- Evaristo Calvo como Termes
- Carles Sans como borracho
- Nancho Novo como Vendedor

## Premios y distinciones
Festival Internacional de Cine de Venecia
| Año  | Categoría            | Persona      | Resultado |
| ---- | -------------------- | ------------ | --------- |
| 1994 | Mejor director novel | Héctor Carré | Nominado  |